# Klaus Wagner (Reiter)
Klaus Wagner (* 16. Januar 1922 in Knauthain; † 16. August 2001 in Neindorf) war ein deutscher Vielseitigkeitsreiter, der viermal an Olympischen Spielen teilnahm und zwei Medaillen gewann.
Klaus Wagner belegte auf Dachs bei den Olympischen Spielen 1952 in Helsinki im Einzelwettbewerb den fünften Platz. In der Mannschaftswertung siegten die Schweden vor der deutschen Equipe mit Wilhelm Büsing, Klaus Wagner und Otto Rothe. Zwei Jahre später belegte die deutsche Equipe mit Büsing, Wagner und August Lütke-Westhues den zweiten Platz hinter den Briten bei der Europameisterschaft in Basel. Bei den Olympischen Reiterspielen 1956 in Stockholm belegte Wagner auf Prinzess Platz 21 in der Mannschaftswertung, zusammen mit August Lütke-Westhues und Otto Rothe gewann er die Silbermedaille in der Mannschaftswertung hinter den Briten. Nachdem Ottokar Pohlmann und Wagner 1960 bei den Olympischen Spielen in Rom aufgeben mussten, kam die deutsche Mannschaft nicht in die Wertung. Bei den Olympischen Spielen 1968 belegte Wagner auf Abdulla in der Einzelwertung Rang 24. Die bundesdeutsche Mannschaft mit Horst Karsten und Jochen Mehrdorf erreichte den fünften Platz.